# Bisdom Vico Equense

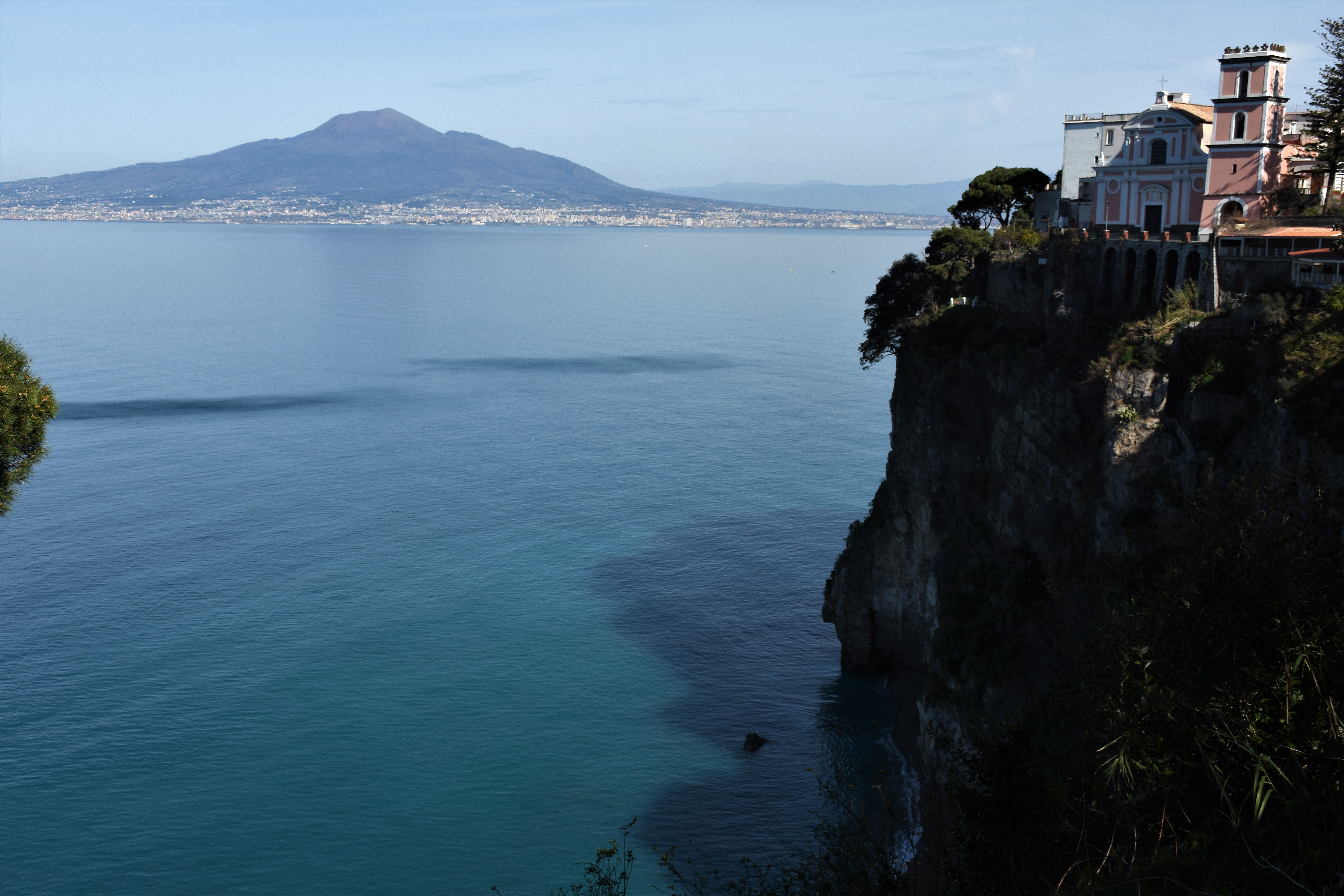
Voormalige kathedraal met Vesuvius in de achtergrond

Het bisdom Vico Equense (Latijn: Dioecesis Vicana ) was een rooms-katholiek bisdom van de 12e eeuw tot 1818. De zetel was in Vico Equense in de Baai van Napels, in Campanië, Zuid-Italië. Het was een suffragaanbisdom van het aartsbisdom Sorrento. In 1818 ging het op in het aartsbisdom Sorrento.  

## Historiek bisdom
De christelijke oorsprong gaat terug tot de Romeinse stad Equa of Equana, dat later de naam Vicoacquese of Vico Equense kreeg. In de 12e eeuw doken de eerste bronnen op van een bisschopszetel in het dorp. Het was de periode van Normandisch bestuur in Zuid-Italië en Sicilië. De namen van de eerste bisschoppen zijn onbekend gebleven. De eerste kathedraal stond aan het strand.
In het begin van de 14e eeuw bouwden de bisschoppen de kathedraal Santissima Annunziata op een rotspunt negentig meter boven de zee. 
Tijdens de Middeleeuwen waren de bisschoppen van Vico Equense vaak afkomstig uit een klooster in Napels, zoals de Dominicanen, Franciscanen of Benedictijnen. Het kapittel van de kathedraal telde nooit meer dan acht kanunniken.
In 1818 sloten de Heilige Stoel en het koninkrijk der Beide Siciliën een akkoord. Het ging om een concordaat dat beschreven is in de apostolische constitutie De utiliori. In de Beide Siciliën werden meer dan veertig bisdommen afgeschaft, waaronder Vico Equense. Het grondgebied van het bisdom Vico Equense werd aangehecht aan het aartsbisdom Sorrento. De Santissima Annunziata verloor haar statuut van kathedraal.

## Titulair bisdom
In 1968 herstelde paus Paulus VI het bisdom Vico Equense als een titulair bisdom. Het is een eretitel verleend aan verdienstelijke prelaten.

## Enkele bisschoppen

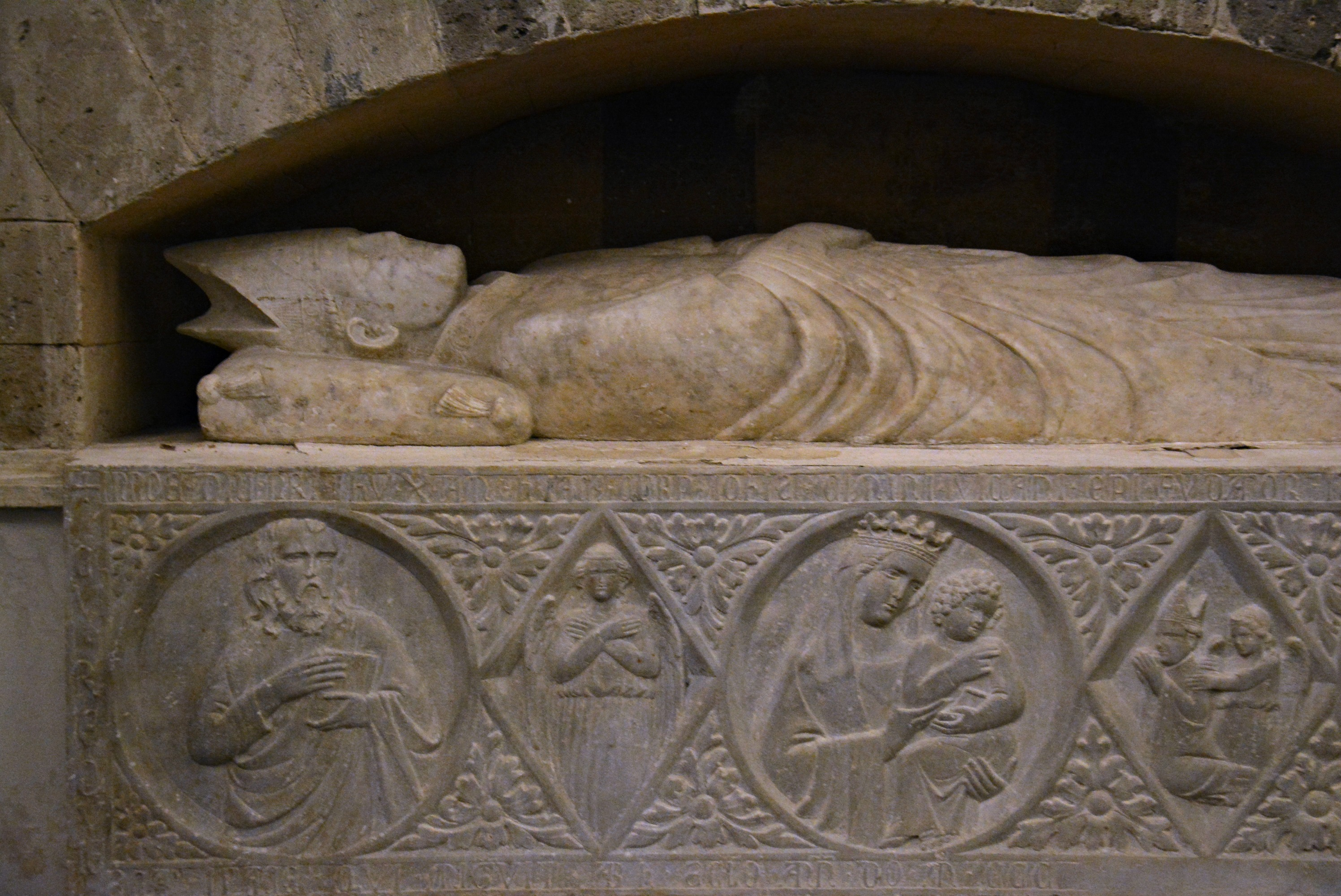
Een bisschopsgraf in de kathedraal

Hieronder volgen enkele bisschoppen met de jaartallen van hun episcopaat.
- Domenico Casablanca (1558-1564): deze Siciliaan nam deel aan het Concilie van Trente als bisschop van Vico Equense
- Paolo Regio degli Orseoli (1583-1607): hij was een kerkjurist-theoloog uit Napels en schreef heiligenlevens.
- Francesco Verde (1688-1700). Hij vroeg meerdere malen aan paus Innocentius XI zijn ontslag aan. Deze gaf ontslag in 1700, nadat Verde lang met het kapittel had onderhandeld over zijn opvolger. Verde trok zich terug in een dorp waar hij preken hield.
- Carlo van Cosenza (1732-1743). Hij nam de taak op zich de middeleeuwse kathedraal te restaureren.
- Michele Natale (1797-1799). Natale was de laatste bisschop van Vico Equense. Hij dweepte met de revolutionairen in Napels en ondersteunde de oprichting van de Parthenopeïsche Republiek (1799). Na de val van de Republiek liet koning Ferdinand IV van Napels en Sicilië hem arresteren en fusilleren. Na zijn terechtstelling (1799) bleef de bisschopszetel vacant tot de opdoeking in 1818.
- Jean-François Mathieu Arrighi (1985-1998). Arrighi was een titulair bisschop van Vico Equense. Arrighi was van 1985 tot 1992 vice-president van de Pauselijke Raad voor het Gezin in het Vaticaan.[4]